# Суровка (Ульяновська область)
Суровка (рос. Суровка) — село в Тереньгульському районі Ульяновської області Російської Федерації.
Населення становить 113 осіб. Входить до складу муніципального утворення Подкуровське сільське поселення.

## Історія
Від 2004 року входить до складу муніципального утворення Подкуровське сільське поселення.

## Населення
| 2010 |
| ---- |
| 113  |